# Ronnie Ekelund
Ronnie Michael Ekelund (Glostrup, 21 agosto 1972) è un ex calciatore danese, di ruolo attaccante.

## Carriera
Con la sua Nazionale prese parte alle Olimpiadi di Barcellona del 1992.

## Palmarès

### Competizioni Nazionali
- Campionato MLS: 2

San Jose Earthquakes: 2001, 2003

### Individuale
- MLS Best XI: 1

2002